# Los Girasoles (Michoacán)
Los Girasoles es una localidad del estado mexicano de Michoacán. Es parte del municipio de Lázaro Cárdenas. Fue fundada el 15 de mayo de 2011.

## Demografía
| Censo | Población |
| ----- | --------- |
| 2020  | 1031      |